# Lisky (rejon olewski)
Lisky (ukr. Ліски) – wieś na Ukrainie, w obwodzie żytomierskim, w rejonie olewskim, nad Zolnią. W 2001 roku liczyła 105 mieszkańców.